# 百年廳

百年廳LOGO標誌

百年廳（波蘭文：Hala Stulecia）是位于波蘭弗罗茨瓦夫的建築。百年廳建于1911年到1913年，是德意志帝國為了紀念抵抗拿破仑一世入侵的莱比锡战役100周年的工程之一，建成后是當時布雷斯劳（弗罗茨瓦夫該市的德語名）的市政廳，由著名建筑師马克斯·伯格（Max Berg）負責興建。2006年，百年廳被列为世界文化遗产。

## 建筑特色
百年廳位于展覽區，被設計成多功能的娛樂休閑建筑。中心對稱，呈四葉草形。中心部分是廣闊的圓形大空間，直徑高達65米，高42米，可以容納6,000多人。上方是23米高，由鋼和玻璃構成的燈籠式圓頂。此外，窗戶由從國外直接進口的高級硬木制成，墻壁構造獨特，混凝土、軟木、木頭等構成良好的隔音層。壁上簡潔無飾，水泥暴露在外卻不失典雅氣息。
百年廳的北邊是历史展览馆。展览區北侧是一人造池塘，并附有环池水泥走廊。大廳入口附近就是弗羅茨瓦夫展覽股份有限公司的辦公樓。入口處是伸向百年廳的宽阔柱廊，其中柱子是鋼筋混泥土澆筑而成的。
1948年，一座針狀的金屬雕塑“Iglica”矗立在百年廳正前方。
百年廳融聚了20世紀初期各種現代建筑的風格，是鋼筋混泥土建筑的先驅之作。

## 其它
在2009年歐洲籃球聯賽外圍賽中，百年廳是其中一個場館。

## 圖集

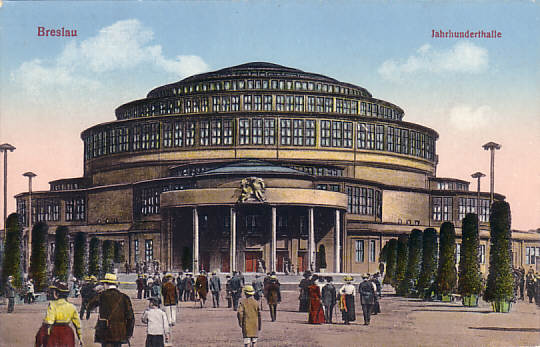
1913年—1920年的百年廳（德國明信片）
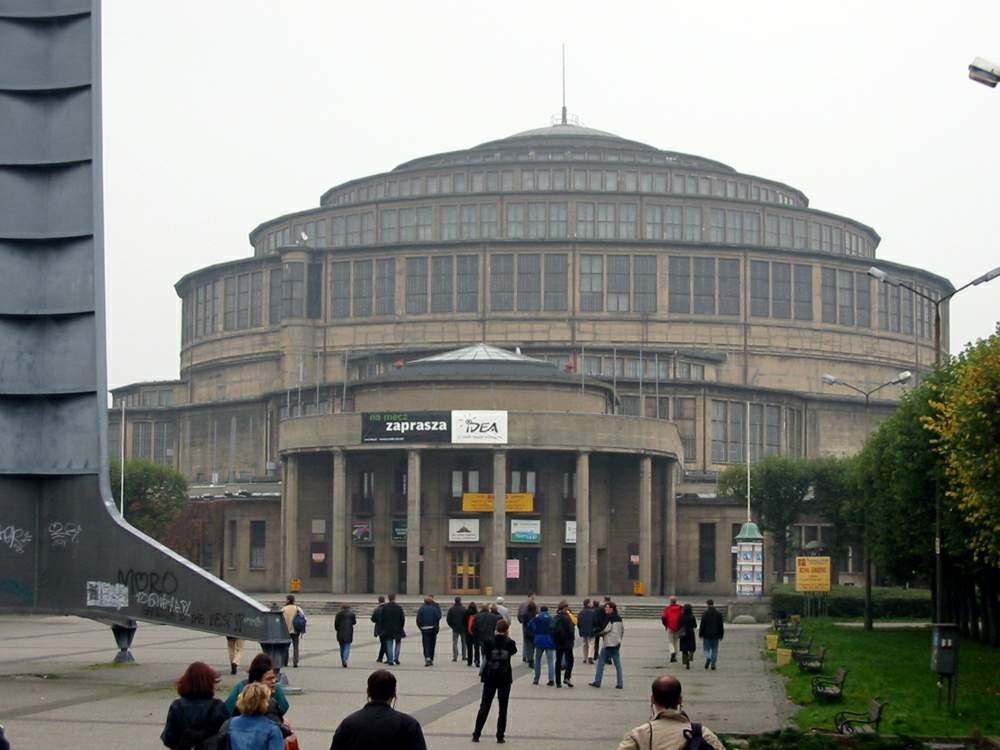
2004年的百年廳，“Iglica”就在左邊
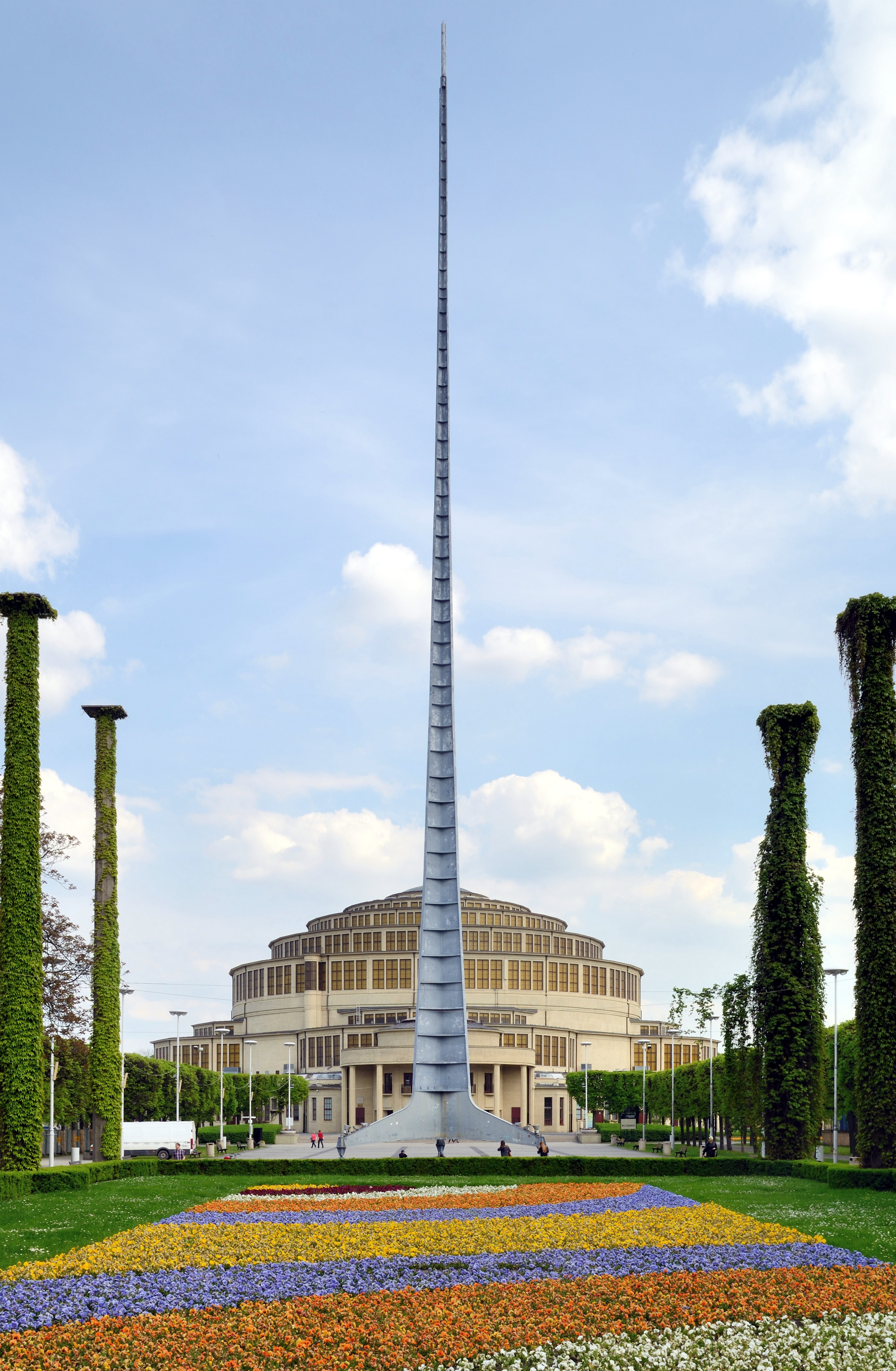
“Iglica”

## 外部連結
- 百年廳官方網站 （波兰語）

51°06′26″N 17°04′37″E / 51.10722°N 17.07694°E